# Morgan Lundin (bågskytt)
Jan Erik Morgan Lundin, född den 20 maj 1969 i Göteborg, är en svensk compound-bågskytt som vunnit fem världsmästerskap, två europamästerskap, två nordiska mästerskap och 25 svenska seniormästerskap individuellt. Därtill kommer tre guld i World Games.
Lundin, som tävlar för Lindome BK, tidigare även för malmöföreningen BK Gripen, erhöll Stora grabbars märke 1993, utsågs till Årets Skytt 2005 och tilldelades Skåneguldet samma år.
Den 3 april 2005 satte Lundin nytt världsrekord i compound inomhus vid SM i Göteborg med 358/360 poäng.
Lundin rankades som etta i världen i compound från juli 2005 till juni 2006.

## Meriter

### Världsmästerskap
|           | Individuellt     | Individuellt | Individuellt | Lag        | Lag    | Lag              |
| Disciplin | Guld             | Silver       | Brons        | Guld       | Silver | Brons            |
| --------- | ---------------- | ------------ | ------------ | ---------- | ------ | ---------------- |
| Utomhus   | 2005             | 2001         |              |            |        | 2007             |
| Inomhus   | 2001             | 2003, 2005   | 1997         | 1997       | 2003   | 1999, 2002, 2014 |
| Fält      | 1992, 2000, 2006 |              | 2004         | 2000, 2002 | 2008   |                  |

### Europamästerskap
|           | Individuellt | Individuellt | Individuellt | Lag        | Lag        | Lag   |
| Disciplin | Guld         | Silver       | Brons        | Guld       | Silver     | Brons |
| --------- | ------------ | ------------ | ------------ | ---------- | ---------- | ----- |
| Utomhus   | 2008         |              |              | 1994, 2006 | 1998       | 2008  |
| Inomhus   |              |              |              |            |            | 2008  |
| Fält      | 2003         | 2009         | 1997, 2007   | 1997, 2005 | 2003, 2007 | 1995  |

### World Games
Morgan Lundin tog guld i fältskytte, compound, vid World Games 1993, 1997 och 2005.